# Daniel Spitzer
Pour les articles homonymes, voir Spitzer.
Daniel Spitzer, né le 3 juillet 1835 à Vienne et mort le 11 janvier 1893 à Mérano, est un écrivain et journaliste autrichien.

## Biographie
Daniel Spitzer naît le 3 juillet 1835 à Vienne.
Après ses études droit, il s'occupe pendant quelque temps d'économie politique, puis se tourne vers le journalisme. Pendant de longues années il écrit dans des journaux de Vienne des articles satiriques et humoristiques qui le rendent rapidement populaire. Ses Promenades viennoises, publiées dans la Nouvelle Presse Libre, ont un succès considérable. Il a un tour d'esprit très personnel, rappelant par certains cotés celui de Henri Rochefort. Par ses joyeuses boutades, il sait provoquer le rire en parlant des sujets les plus graves. Il est un fervent défenseur des idées libérales, l'adversaire acharné  des spéculateurs et des hommes d'argent, et il aime grandement la France. Un grand nombre de ses articles sont réunis en volumes. Il publie en outre  Le Droit du seigneur et Les Wagnériens.
Il est membre de la Chambre de commerce de Basse-Autriche.
Daniel Spitzer meurt le 11 janvier 1893 à Mérano.

### En français
- [Moreau 1893] Georges Moreau, « Spitzer (Daniel) », Revue encyclopédique,‎ 1893, p. 202 (lire en ligne).
- [La Grande Encyclopédie 1901] « Spitzer (Daniel) », dans La Grande Encyclopédie, vol. 30, 1901 (lire en ligne), p. 407.
- [Augé 1897-1904] Claude Augé, « Spitzer (Daniel) », dans Nouveau Larousse illustré, vol. 7, Librairie Larousse, 1897-1904 (lire en ligne), p. 791.

### En anglais
- (en) Walther Killy, « Spitzer, Daniel », dans Dictionary of German Biography, vol. 9, 2005 (lire en ligne), p. 423

### En allemand
- (de) Constantin Von Wurzbach, « Spitzer, Daniel », dans Biographisches Lexikon des Kaiserthums Oesterreich, vol. 36, 1878 (lire en ligne), p. 181-186
- (de) Franz Bornmüller, « Spitzer, Daniel », dans Biographisches Schriftsteller-Lexikon, 1882 (lire en ligne), p. 680
- (de) Ludwig Eisenberg, « Spitzer, Daniel », dans Das geistige Wien : Künstler- und Schriftsteller-Lexikon, vol. 1, Vienne, C. Daberkow, 1893 (lire en ligne), p. 536-537
- (de) Cornelia Fritsch, « Spitzer, Daniel », dans Killy LiteraturLexikon, vol. 11, 2011, 2e éd. (ISBN 978-3-11-022040-7, lire en ligne), p. 133-134
- (de) Wolfgang Klimbacher, « Spitzer, Daniel », dans Metzler Lexikon der deutsch-jüdischen Literatur, 2012, 2e éd. (ISBN 9783476053428, lire en ligne), p. 480-481